# Джеррард, Стивен
Сти́вен Джордж Джеррард (англ. Steven George Gerrard; род. 30 мая 1980[…], Уистон, Мерсисайд) — английский футболист и тренер. Выступал за клубы «Ливерпуль» и «Лос-Анджелес Гэлакси». Большую часть клубной карьеры провёл в «Ливерпуле», играя на позиции центрального полузащитника, также выступал на позициях опорного, флангового полузащитника, атакующего центрального и оттянутого нападающего. Кавалер ордена Британской империи (MBE).
С 8 лет воспитывался в академии «Ливерпуля». В 1998 году дебютировал в основном составе команды, а в 2000 стал игроком основы. В 2003 получил капитанскую повязку от Сами Хююпия. За всю карьеру на «Энфилде» он выиграл два Кубка Англии, три Кубка Футбольной лиги, два Суперкубка Англии, также по разу побеждал в Лиге чемпионов и Кубке УЕФА и дважды выигрывал Суперкубок Европы.
Джеррард дебютировал за сборную в 2000 году. Участник трёх чемпионатов Европы и чемпионатов мира. На чемпионате мира 2006 года он стал лучшим бомбардиром команды с двумя голами. Из-за отсутствия по причине травмы Рио Фердинанда на чемпионате мира 2010 года он впервые стал капитаном команды. Незадолго до начала чемпионата Европы 2012 года Джеррард был назначен постоянным капитаном «трёх львов», а по окончании самого турнира попал в его символическую сборную.
В последнем списке «100 игроков, которые потрясли Коп» Джеррард занял первое место, опередив легендарного Кенни Далглиша, согласно опросу, проводимому среди фанатов «Ливерпуля» по всему миру. Зинедин Зидан назвал его лучшим футболистом мира в 2009 году. В 2005 году Джеррард был признан игроком года по версии УЕФА и занял 3-е место в голосование на «Золотой мяч». Также Джеррард 7 раз включался в символическую сборную по версии ПФА, по три раза в символическую сборную УЕФА и FIFPro. Помимо этого, он признавался футболистом года по версии ПФА в 2006 году и Ассоциации профессиональных журналистов в 2009 году. В 2010 году газета The Guardian назвала в честь него символическую сборную мира всех времен.

## Биография
Стивен Джеррард начинал играть в футбол в молодёжной команде родного города, «Уистон Джуниорс». В возрасте 8 лет был замечен скаутами «Ливерпуля» и присоединился к детской команде «красных» в 1989 году. В интервью он рассказывал: 
После последнего дня школы я бежал домой и радовался, потому что знал, что со мной подпишут профессиональный контракт.
В детстве Джеррард не показывал особо выдающегося уровня игры и редко попадал в состав команды, сыграв всего около 20 игр в возрасте от 14 до 16 лет. Также он не попал в сборную школьников Англии, после чего серьёзно сомневался в успешности своей карьеры. В возрасте 14 лет Джеррард отправился на просмотры в различные клубы, включая «Манчестер Юнайтед». В автобиографии он написал, что сделал это для того, чтобы вынудить «Ливерпуль» предложить ему контракт. Свой первый профессиональный контракт с «Ливерпулем» Джеррард подписал 5 ноября 1997 года.

#### Личная жизнь
Джеррард женат на модели Алекс Керран, у них четверо детей — три дочери: Лили-Элла (родилась 23 февраля 2004 года), Лекси (род. 9 мая 2006 года), Лурдес (род. 31 октября 2011 года) и сын Лио (род. 29 апреля 2017 года). Кузен Стивена Джеррарда Энтони Джеррард также профессиональный футболист.
15 апреля 1989 года на стадионе «Хиллсборо» в Шеффилде во время полуфинального матча Кубка Англии между «Ноттингем Форест» и «Ливерпулем» в давке погиб двоюродный брат Джеррарда.
2 сентября 2006 года вышла первая автобиография Стивена Джеррарда, названная «Джеррард: Моя история» (Gerrard: My Story). В ней он попытался положить конец всем слухам вокруг своей персоны.

## Клубная карьера

### «Ливерпуль»
Дебютировал в первой команде 29 ноября 1998 года, заменив во втором тайме Вегарда Хеггема в игре с «Блэкберн Роверс». В том-же сезоне Джеррард впервые появился в матче Кубка УЕФА против испанской «Сельты», который «красные» проиграли, но юный футболист показал отличный уровень игры. Всего Джеррард сыграл 13 игр, заменив в составе травмированного Джейми Реднаппа.
В сезоне 1999/00 тренер «Ливерпуля» Жерар Улье стал ставить Джеррарда в пару к Реднаппу в центре полузащиты. После 6 игр в основном составе Джеррард начал важнейший матч, мерсисайдское дерби с «Эвертоном», на скамейке запасных. На 66-й минуте он заменил Робби Фаулера, но вскоре получил первую красную карточку в своей карьере за грубейшее нарушение против Кевина Кэмпбелла на 90-й минуте. В том же сезоне Джеррард забил свой первый гол за первую команду в матче с «Шеффилд Уэнсдей» 5 декабря 1999 года, завершившемся победой «Ливерпуля» со счётом 4:1.
В сезоне 2000/01 Джеррард завоевал свои первые трофеи. Ему удалось залечить травмы, сыграть 50 игр и забить в них 10 голов, которые помогли «Ливерпулю» выиграть Кубок Лиги и Кубок Англии. В финале Кубка УЕФА против испанского «Алавеса» Джеррард забил свой первый важный гол, и в результате «Ливерпуль» победил со счётом 5:4.
По итогам сезона Джеррард был признан лучшим молодым футболистом Англии.
Жерар Улье передал должность капитана команды Джеррарду в октябре 2003 года, распознав в нём лидерские задатки ещё в юном возрасте, и посчитав что Джеррард достаточно повзрослел, чтобы стать капитаном. Он сменил на этом посту финского защитника Сами Хююпия, который проводил не самый успешный сезон.
В ноябре 2003 года полузащитник подписал новый 4-летний контракт с клубом.
Летом 2004 года Джеррард был близок к переходу в лондонский «Челси», но после долгих переговоров предпочёл остаться. Возможно, он и хотел сменить клуб, но его ливерпульские друзья и семья стали решающим фактором при принятии решения. Приход на пост тренера мерсисайдского клуба Рафаэля Бенитеса также повлиял на решение Джеррарда остаться в команде.
Травма стопы, полученная в матче против «Манчестер Юнайтед» 20 сентября 2004 года, оставила Джеррарда вне игры до конца ноября. Однако этот так неприятно начавшийся сезон стал в итоге самым успешным в карьере Джеррарда. В последнем матче группового раунда Лиги чемпионов 2004/05 Джеррард ударом с двадцати двух метров забил победный гол в игре против «Олимпиакоса». «Ливерпулю» необходимо было победить с разницей в два мяча, чтобы пройти в следующий раунд турнира. Гол Джеррарда как раз и стал вторым. Позже футболист заметил, что этот гол он считает самым лучшим и самым важным в своей клубной карьере.
«Ливерпуль» вышел в финал Лиги чемпионов и встречался в Стамбуле с «Миланом». После перерыва «красные» выходили на поле, проигрывая со счётом 0:3. Но во втором тайме Джеррард забил гол головой и положил начало голевой череде своей команды. Через несколько минут почин капитана продолжил Владимир Шмицер, забивший второй гол. Позже против Джеррарда были нарушены правила в штрафной площади «Милана», и после добивания с пенальти Хаби Алонсо сравнял счёт — 3:3.

«Ливерпуль» победил в серии послематчевых пенальти, а Джеррард стал вторым по молодости капитаном, поднявшим над головой Кубок чемпионов (самым молодым был полузащитник «Марселя» Дидье Дешам). После матча Джеррард ответил на вопрос журналиста относительно своих планов на будущее: 
Как я могу уйти из команды после такой победы?
 За свою игру в Лиге чемпионов Джеррард был признан самым полезным игроком турнира.
Однако в июне 2005 года вновь поползли слухи об уходе капитана из «Ливерпуля», снова в качестве будущего работодателя Джеррарда фигурировал «Челси», готовившийся побить британский трансферный рекорд и заплатить за полузащитника двадцать два миллиона фунтов. «Ливерпуль» уговаривал Джеррарда остаться, сам футболист заявлял, что хочет покинуть клуб. Но уже на следующий день к радости поклонников «Ливерпуля» Джеррард изменил своё решение и связал своё будущее с мерсисайдским клубом. Он также извинился перед болельщиками команды и предложил руководству клуба лишить его капитанства, но Рафаэль Бенитес не счёл это необходимым. Утром 8 июля Джеррард вместе со своим одноклубником Джейми Каррагером подписал новый четырёхлетний контракт с «Ливерпулем».
Джеррард забил 23 гола в 53 матчах за «Ливерпуль» в сезоне 2005/06 годов и был признан Игроком года по версии футболистов Профессиональной футбольной ассоциации. Предыдущим «мерсисайдцем», получившим эту премию, был Джон Барнс в 1988 году.
Джеррард отличился дважды в финале Кубка Англии 2006 года в матче против «Вест Хэм Юнайтед», причём один из забитых мячей пришёлся на самую концовку матча и спас его команду от поражения, переведя матч в дополнительное время. В итоге «Ливерпуль» праздновал победу в серии пенальти. Его удар с тридцати метров, который не сумел отразить Шака Хислоп, стал одним из самых красивых голов в финалах Кубка Англии и был признан лучшим голом сезона.
Благодаря голам в финальном матче Кубка Джеррард стал единственным футболистом, который забивал голы в финалах всех четырёх основных кубках, в которых играют английские команды. Джеррард забивал в Кубке Англии (2006, против «Вест Хэма»), в Кубке Лиги (2003, против «Манчестер Юнайтед»), в Кубке УЕФА (2001, против «Алавеса») и в Лиге чемпионов (2005, против «Милана»).

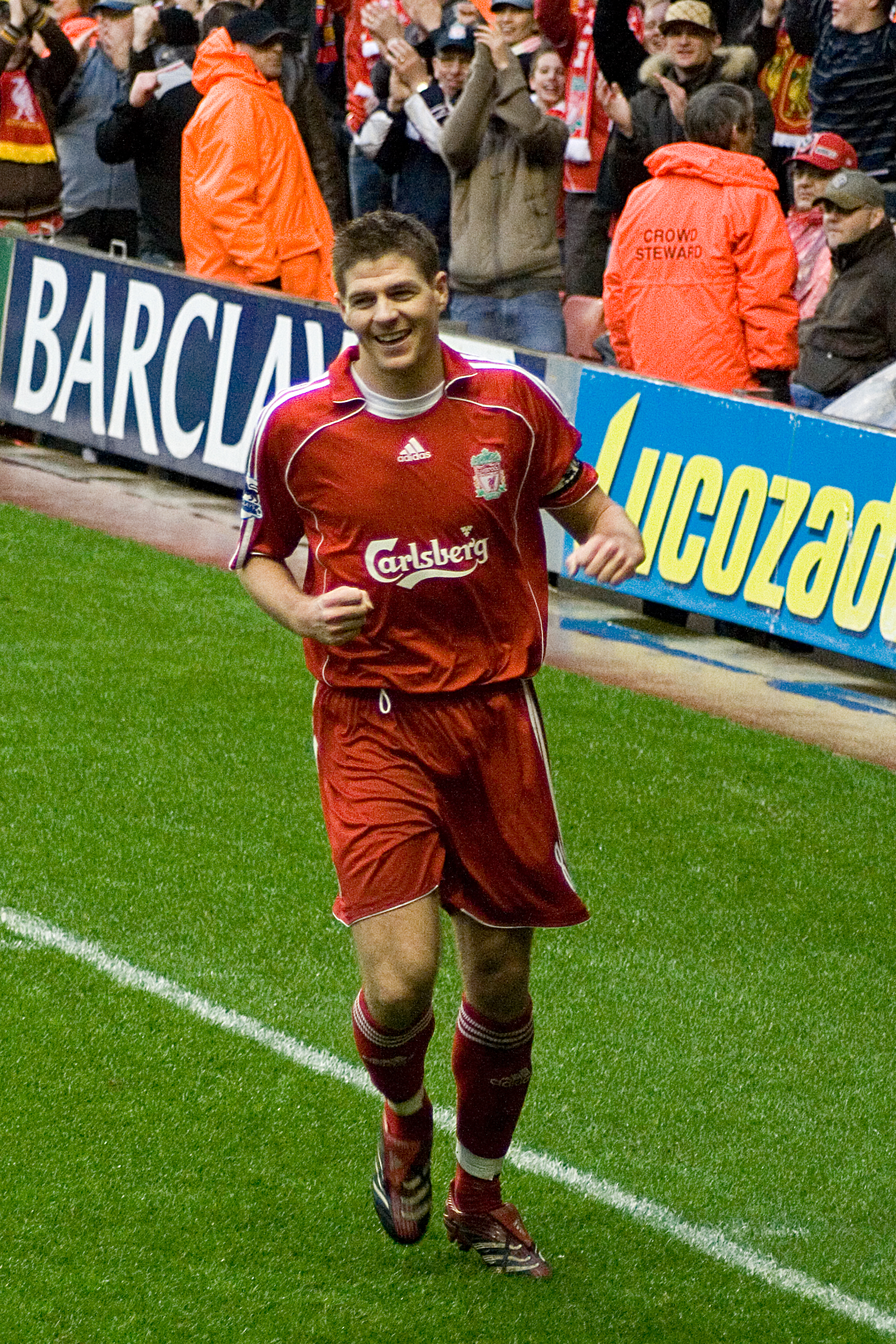
Джеррард в сезоне 2006/07

Летом 2006 года Джеррард опроверг слухи о своём возможном уходе из «Ливерпуля»:
Я не собираюсь больше быть предметом скандальных обсуждений. Я остаюсь в "Ливерпуле", где меня всё устраивает, и не хочу повторения того, что было в прошлое и позапрошлое лето. Здесь я останусь, пока однажды кто-нибудь не скажет мне, что меня здесь больше не хотят видеть.
В августе 2007 года Джеррард получил перелом пальца ноги в матче Лиги чемпионов против французской «Тулузы», но уже через четыре дня сыграл в важном матче против «Челси», закончившегося ничьей 1:1. 28 октября 2007 года Джеррард провёл свой четырёхсотый матч в составе «Ливерпуля» в игре против «Арсенала». В этом матче ему удалось ещё и забить гол. В ноябре того же года Джеррард забивал во всех матчах, кроме одного, и в игре против «Марселя» в Лиге чемпионов установил достижение, которого перед ним добивался Джон Олдридж (1989 год) — голы в семи подряд матчах во всех соревнованиях.
Джеррард сыграл свой трёхсотый матч в Премьер-Лиге 13 апреля 2008 года в игре против «Блэкберн Роверс», забив первый гол в том матче. В итоге в сезоне 2007/08 капитан «Ливерпуля» записал на свой счёт двадцать один гол во всех соревнованиях, превзойдя личный рекорд прошлого сезона. Наряду с одноклубником Фернандо Торресом, Джеррард был выбран в сборную года по версии Профессиональной футбольной ассоциации.
Джеррард пропустил начало следующего сезона из-за травмы паха, но достаточно быстро вернулся в строй. 20 сентября 2008 года он забил свой сотый мяч за команду в матче против «Сток Сити», но тот был отменен из-за положения «вне игры» у Дирка Кёйта. Впрочем, официального сотого мяча долго ждать не пришлось — через несколько дней Джеррард отличился в игре против ПСВ в Лиге чемпионов.

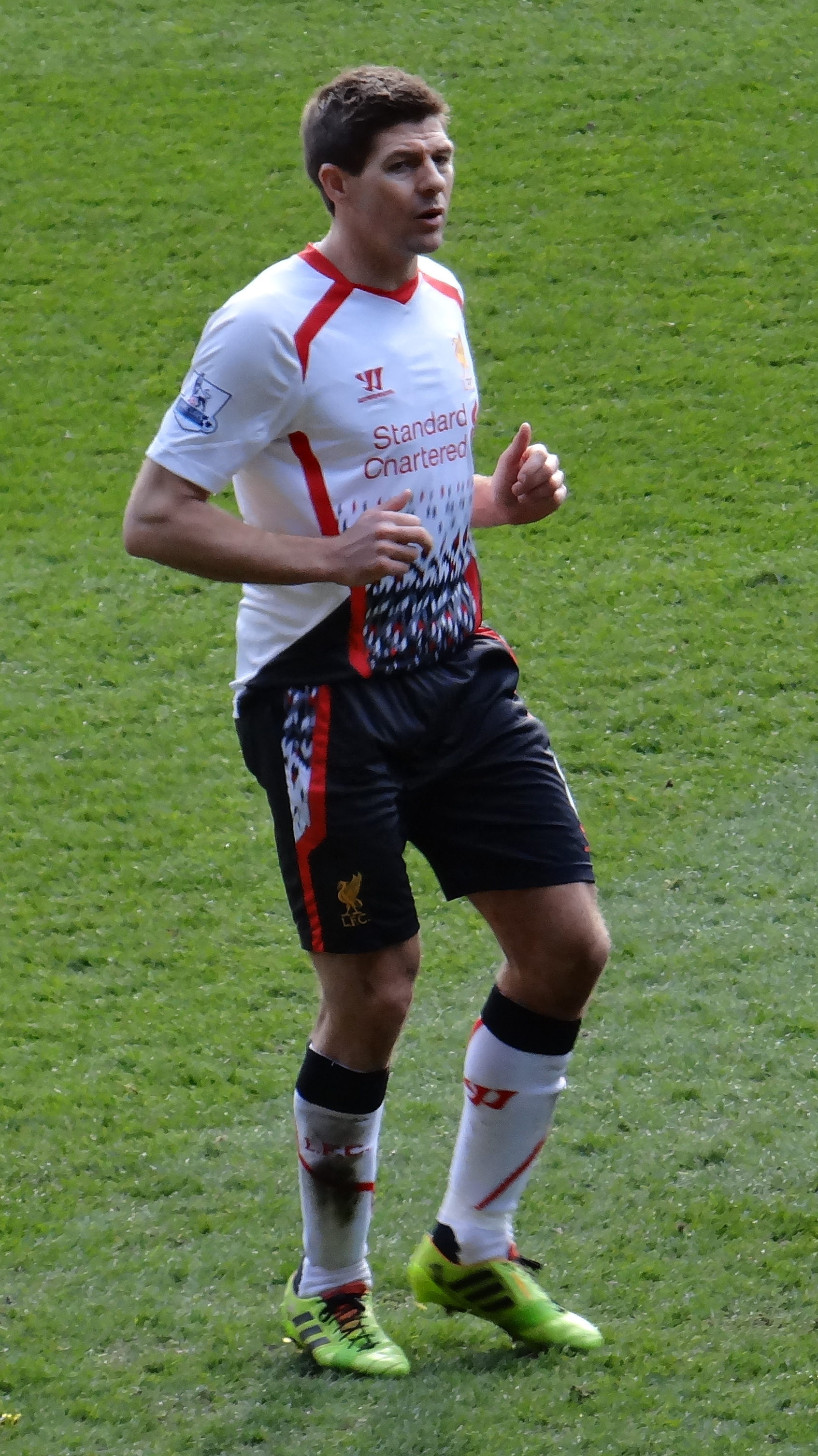
Джеррард в марте 2014 года

Свою сотую игру в еврокубках Джеррард провёл 10 марта 2009 года в плей-офф Лиги чемпионов против мадридского «Реала». В том матче «Ливерпуль» праздновал потрясающую победу со счётом 4:0, а сам юбиляр отметился дублем. А через четыре дня Джеррард впервые забил на «Олд Траффорд», реализовав пенальти. «Красные» победили «Манчестер Юнайтед» со счётом 4:1. После этих впечатляющих результатов однократный обладатель «Золотого мяча» Зинедин Зидан сказал:
Является ли он лучшим игроком в мире? Может быть, он не привлекает столько внимания, как Месси или Роналду, но да, я думаю, он, возможно, лучший.
22 марта 2009 года Джеррард впервые в карьере сделал хет-трик (случилось это в матче против «Астон Виллы»). 13 мая Стивен Джеррард был назван футболистом года по версии Ассоциации футбольных журналистов, став первым ливерпулианцем, который получил эту награду за последние девятнадцать лет. В голосовании Джеррард обошёл двух игроков МЮ — Райана Гиггза и Уэйна Руни, причём валлиец отстал всего на десять баллов. При вручении награды полузащитник Джеррард заявил:
Учитывая класс футболистов, которые выступают в нашей лиге, это очень большая честь получить эту награду.
Сезон 2009/10 Джеррард завершил с показателем 12 голов и 9 результативных передач в 46 матчах.
Первый гол в сезоне 2010/2011 Джеррард забил в ворота клуба «Работнички» из Македонии в Лиге Европы 5 августа 2010 года. Следующих голов пришлось ждать до 19 сентября, когда два его точных удара не спасли команду от поражения в матче с «Манчестер Юнайтед» на выезде 2:3.
Концовка этого сезона и старт следующего были скомканы из-за рецидива травмы паха. Свой первый матч в сезоне 2011/12 он сыграл только в октябре, против МЮ на «Энфилде». Его гол со штрафного принёс хозяевам ничью (1:1). 29 октября Джеррард перенёс операцию на колене и пропустил матчи чемпионата против «Вест Бромвича» и «Суонси Сити», а также товарищеские игры сборной против Швеции и Испании. В основной состав Джеррард вернулся в игре против «Блэкберна», но остался на скамейке запасных. Свой выход на замену после долгого перерыва, 30 декабря 2011 года против «Ньюкасл Юнайтед», Джеррард отпраздновал красивым голом.
В сезоне 2012/13 на счету капитана «Ливерпуля» числится 11 голов, 4 из которых — с пенальти. В этом сезоне остались памятными матчи с «Манчестер Сити», где Джеррард забил фантастический гол из-за пределов штрафной площади, и с «Манчестер Юнайтед», в котором Джеррард сумел единожды отличиться, однако его команда всё равно проиграла со счётом 1:2.
19 октября Джеррард забил 100-й гол в Премьер-лиге, поразив ворота «Ньюкасла» с пенальти, став четвёртым полузащитником достигшим такого результата.
6 апреля 2014 года Джеррард оформил дубль с пенальти в выездном матче с «Вест Хэмом». Второй его гол стал 122-м за «Ливерпуль», что на 1 больше, чем забил Кенни Далглиш. В сезоне 2013/14 «Ливерпуль» до последнего тура боролся за чемпионство, однако в матче 36-го тура с «Челси» Джеррард на ровном месте допустил ошибку, которая привела к голу Демба Ба и победе «синих». Во многом именно это поражение стоило «Ливерпулю» чемпионского титула: по итогам чемпионата «красные» на два очка отстали от ставшего чемпионом «Манчестер Сити».
2 января 2015 года Джеррард объявил о своём решении не подписывать новый контракт с «Ливерпулем» и продолжить карьеру за пределами Англии. 24 мая 2015 года состоялся последний матч Джеррарда в составе «Ливерпуля». В этом гостевом матче против «Стока» Джеррард забил единственный гол своей команды. Встреча закончилась со счётом 6:1 в пользу «Стока».

### «Лос-Анджелес Гэлакси»

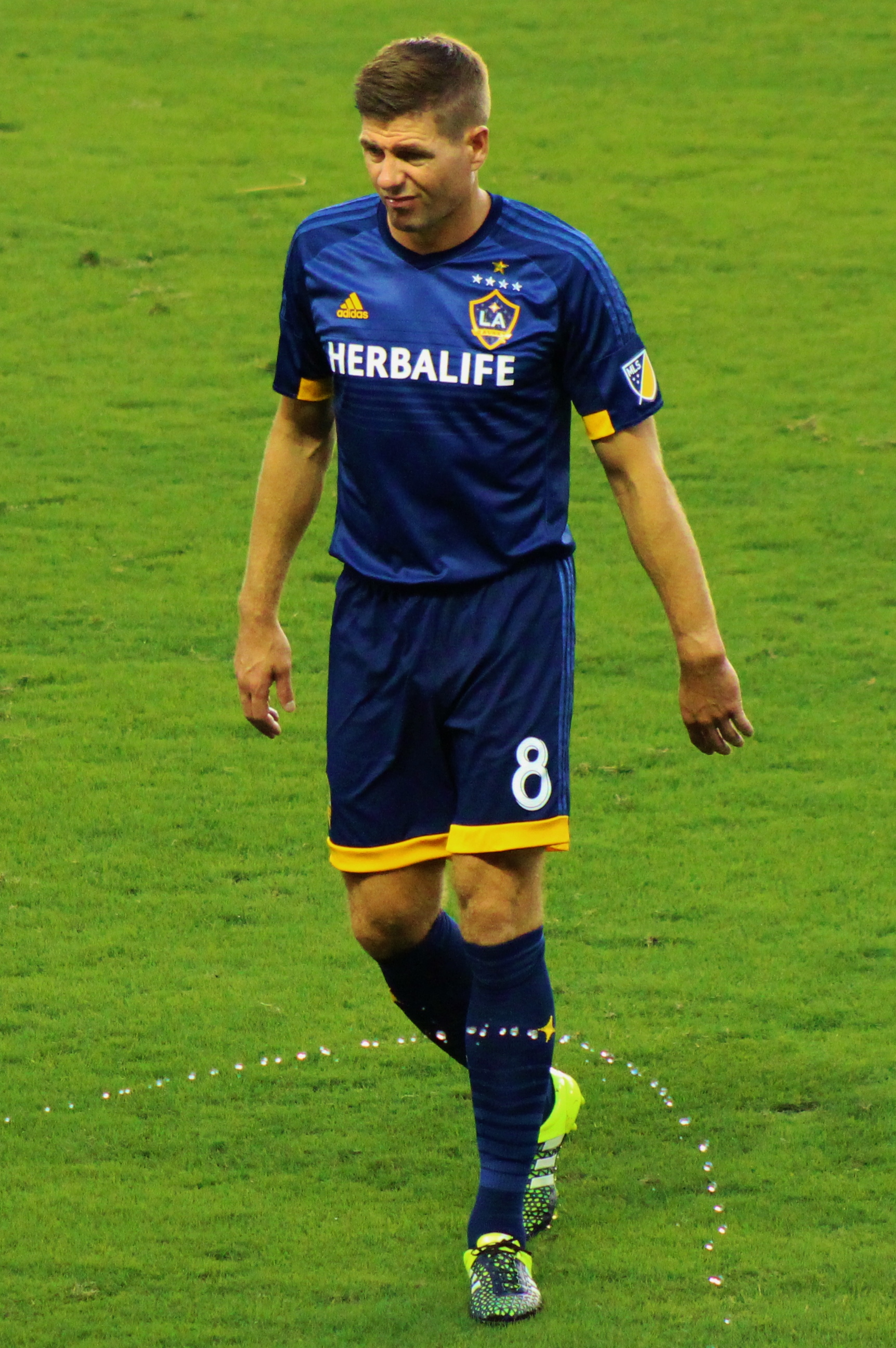
Джеррард в составе «ЛА Гэлакси»

7 января 2015 года клуб MLS «Лос-Анджелес Гэлакси» объявил о заключении контракта со Стивеном Джеррардом. Он пополнил состав команды в июле 2015 года. 12 июля дебютировал за «Гэлакси» в матче против «Клуб Америка» который завершился со счётом 2:1 в пользу команды Джеррарда. 18 июля 2015 года забил свой дебютный гол за свой новый клуб в рамках MLS, в так называемом «California Classico», между «ЛА Гэлакси» и «Сан-Хосе Эртквейкс».
В ноябре 2016 года «Лос-Анджелес Гэлакси» официально подтвердил уход Джеррарда из команды, и хотя руководство клуба было готово продлить с ним сотрудничество, 36-летний Джеррард принял решение завершить свою карьеру в США. Всего Джеррард провёл за «Гэлакси» 34 матча, забив пять голов и отдав 14 результативных передач.

### Завершение карьеры
24 ноября 2016 года Стивен Джеррард официально объявил о завершении профессиональной карьеры, выступив с официальным заявлением:
У меня была невероятная карьера. Я благодарен "Ливерпулю", "Лос-Анджелес Гэлакси" и сборной Англии за каждый миг.
Я чувствую себя счастливым, ведь пережил столько прекрасных моментов. Я горжусь, что сыграл более 700 игр за "Ливерпуль", многие из которых в роли капитана.
Мне посчастливилось играть бок о бок с великими футболистами. Спасибо болельщикам, которые всегда были рядом. И самое главное, спасибо моей семье.

## Карьера в сборной
Джеррард дебютировал в национальной сборной Англии при тренере Кевине Кигане в матче против Украины 31 мая 2000 года. Прошло всего 18 месяцев со времени его дебюта в первой команде «Ливерпуля», за это время Джеррард успел сыграть 44 игры за клуб. Тем летом он попал в заявку сборной Англии на Евро-2000. Этот турнир стал очень неудачным для сборной, которая не вышла из группы. Джеррард сыграл один матч, выйдя на замену вместо Майкла Оуэна на 61 минуте в игре со сборной Германии, завершившейся со счётом 1:0 в пользу англичан и ставшей их единственной победой на этом турнире.
Джеррард стал одним из трёх футболистов «Ливерпуля», забивших голы в известном матче квалификации к чемпионату мира 2002 в сентябре 2001 года против всё той же Германии (выездная победа Англии 1:5), этот гол стал для Джеррарда первым в сборной. Англия успешно прошла отбор к чемпионату мира, выиграв свою группу и опередив в последний момент Германию.
Однако Джеррард не сыграл на чемпионате мира 2002 года из-за вынужденной операции, связанной со старой травмой паха.
К чемпионату Европы 2004 Джеррард окончательно закрепился в основном составе сборной. Но в первом же матче турнира против сборной Франции Джеррард отдал очень неудачный пас назад своему вратарю, который перехватил нападающий французов Тьерри Анри. В итоге вратарь англичан, Дэвид Джеймс, вынужден был нарушить правила против нападающего, был назначен пенальти, который уверенно реализовал Зинедин Зидан, и Франция победила со счётом 2:1. Однако эта промашка Джеррарда не повлияла на дальнейшие выступления Англии, которая без проблем выиграла два оставшихся поединка в группе, заняв в ней второе место. Джеррард же забил свой первый гол в финальных стадиях турниров сборных в матче против Швейцарии. В 1/4 турнира Англия проиграла команде Португалии, в том матче Джеррард был заменён на 81-й минуте.

Участие Джеррарда в чемпионате мира 2006 в Германии вновь было под угрозой из-за травмы. До последнего момента считалось, что Джеррард вернётся в строй ко второй или третьей игре группового раунда, однако ему удалось выздороветь уже к первой игре и, выйдя в стартовом составе своей команды, помочь ей переиграть Парагвай 1:0. На этом турнире Джеррард забил дважды — первый раз он отличился в дополнительное время в матче против команды Тринидада и Тобаго (вновь не повезло вратарю Шаке Хислопу), завершившимся со счётом 2:0. Эта победа, в которой забитым голом отличился также партнёр Джеррарда по «Ливерпулю» Питер Крауч, обеспечила Англии досрочный выход из группы. В ставшей чисто формальной игре против Швеции Джеррарду дали отдохнуть, уберегая его тем самым от возможности получить вторую жёлтую карточку (первая была в игре с Парагваем) и пропустить первую игру стадии плей-офф. Джеррард всё же вышел на поля и на 85-й минуте головой забил гол, который не помог Англии победить — матч завершился со счётом 2:2. Основное время игры 1/4 финала против сборной Португалии завершилось со счётом 0:0, а в серии послематчевых пенальти Джеррард стал одним из трёх футболистов сборной Англии, чьи удары парировал португальский голкипер Рикарду Перейра. Португалия победила, а Англия в очередной раз при высоких амбициях осталась ни с чем.

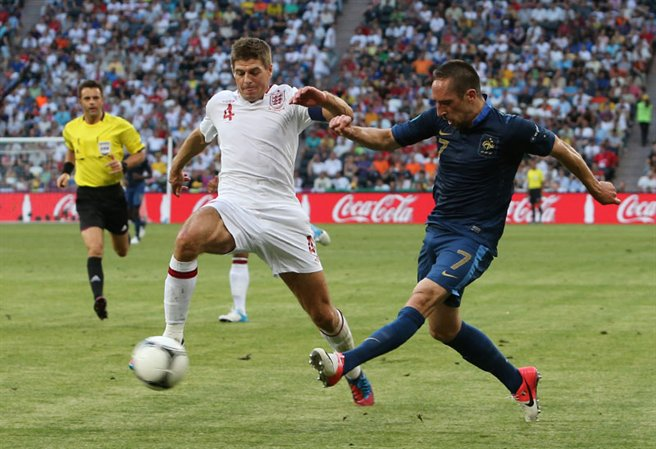
Джеррард (слева) в матче Евро-2012 против сборной Франции

В августе 2006 года тренер сборной Англии, Стив Макларен, назначил Джеррарда вице-капитаном национальной команды (капитаном стал защитник Джон Терри). В сентябре 2006 года Джеррард забил второй гол Англии в первом для неё матче отборочного турнира к Евро-2008 против Андорры, ставший для Джеррарда 10-м в сборной.
Перед стартом Чемпионата мира по футболу 2010 получил капитанскую повязку в сборной, так как капитан «Трех Львов» Рио Фердинанд получил травму и не принял участия в турнире. В первом матче против сборной США Джеррард забил первый гол для английской команды на чемпионате мира 2010. Выходил в стартовом составе сборной во всех остальных матчах своей команды, после крупного поражения в 1/8 финала от сборной Германии (1:4) англичане покинули турнир.
В качестве капитана Джеррард поехал и на Евро-2012, где отметился двумя голевыми передачами (в матче с французами и шведами). Сборная Англии уверенно вышла в плей-офф с первого места, где встретилась с будущими финалистами турнира итальянцами. Основное и дополнительное время матча завершилось вничью 0:0 и для выявления победителя командам пришлось пробивать пенальти. Один из ударов был успешно реализован Джеррардом, однако из за промахов Эшли Янга и Эшли Коула англичане потерпели поражение. По итогам чемпионата Джеррард был включен в символическую сборную турнира.
На провальном для сборной Англии чемпионате мира в Бразилии Джеррард также был капитаном команды. Англичане не сумели выиграть ни одного матча первенства и заняли в группе последнее место.
21 июля 2014 года Джеррард объявил о завершении карьеры в сборной. Всего за «Трёх львов» Джеррард провёл 114 матчей (3-е место по этому показателю после Питера Шилтона и Дэвида Бекхэма) и забил 21 гол.

## Тренерская карьера

#### Юноши «Ливерпуля»
20 января 2017 года Джеррард стал тренером в академии «Ливерпуля». В сентябре 2017 Джеррард возглавил клубную команду «Ливерпуля» U-19. Главной его задачей было достижение успешных результатов в Юношеской лиге УЕФА. В группе с «Марибором», «Севильей» и московским «Спартаком» мерсисайдцы уверенно заняли первое место и напрямую вышли в 1/8 финала (команды, занявшие первые места, напрямую проходят в 1/8, а занявшие вторые места играют стыковые матчи за попадание в эту-же стадию), в которой вышли на «Манчестер Сити». 14 марта 2018 года «Ливерпуль» на стадионе «Мини Стэдиум» сыграл с манчестерской командой вничью 1:1, но в серии пенальти победу одержал «Сити».

#### «Рейнджерс»
4 мая 2018 года было объявлено о подписании Джеррардом 4-летнего контракта с шотландским клубом «Рейнджерс», к работе с которым Джеррард приступил после окончания сезона 2017/18. Под руководством Джеррарда результаты команды стали постепенно улучшаться. Так, впервые с сезона 2010/2011 «Рейнджерс» вышел в групповой этап Лиги Европы, а 29 декабря 2018 года одержал первую за шесть лет победу над принципиальным соперником «Селтиком» (со счётом 1:0). Первые два сезона под руководством Джеррарда «Рейнджерс» завершал на втором месте, что также оказалось лучшими результатами команды с 2011 года. В сезоне 2020/21 «джерс» совершили исторический прорыв, впервые за десять лет став чемпионами Шотландии. Титул был выигран досрочно за шесть туров до конца чемпионата, когда отрыв от «Селтика» составил 20 очков.

#### «Астон Вилла»
11 ноября 2021 года руководство английского клуба «Астон Вилла» назначило Джеррарда новым главным тренером, сменившим уволенного с поста несколькими днями ранее Дина Смита. 20 октября 2022 года, спустя 11 месяцев после назначения, Джеррард был отправлен в отставку после неудовлетворительных результатов клуба — 17-е место по итогам 11 туров в сезоне 2022/23.

#### «Аль-Иттифак»
3 июля 2023 года был назначен главным тренером саудовского клуба «Аль-Иттифак».

## Клубная статистика
| Клуб                 | Сезон            | Чемпионат | Чемпионат | Кубок | Кубок | Кубок лиги | Кубок лиги | Еврокубки | Еврокубки | Другие | Другие | Итого | Итого |
| Клуб                 | Сезон            | Игры      | Голы      | Игры  | Голы  | Игры       | Голы       | Игры      | Голы      | Игры   | Голы   | Игры  | Голы  |
| -------------------- | ---------------- | --------- | --------- | ----- | ----- | ---------- | ---------- | --------- | --------- | ------ | ------ | ----- | ----- |
| Ливерпуль            | 1998/99          | 12        | 0         | 0     | 0     | 0          | 0          | 1         | 0         |        |        | 13    | 0     |
| Ливерпуль            | 1999/00          | 29        | 1         | 2     | 0     | 0          | 0          |           |           |        |        | 31    | 1     |
| Ливерпуль            | 2000/01          | 33        | 7         | 4     | 1     | 4          | 0          | 9         | 2         |        |        | 50    | 10    |
| Ливерпуль            | 2001/02          | 28        | 3         | 2     | 0     | 0          | 0          | 15        | 1         |        |        | 45    | 4     |
| Ливерпуль            | 2002/03          | 34        | 5         | 2     | 0     | 6          | 2          | 11        | 0         | 1      | 0      | 54    | 7     |
| Ливерпуль            | 2003/04          | 34        | 4         | 3     | 0     | 2          | 0          | 8         | 2         |        |        | 47    | 6     |
| Ливерпуль            | 2004/05          | 30        | 7         | 0     | 0     | 3          | 2          | 10        | 4         |        |        | 43    | 13    |
| Ливерпуль            | 2005/06          | 32        | 10        | 6     | 4     | 1          | 1          | 12        | 7         | 2      | 1      | 53    | 23    |
| Ливерпуль            | 2006/07          | 36        | 7         | 1     | 0     | 1          | 1          | 12        | 3         | 1      | 0      | 51    | 11    |
| Ливерпуль            | 2007/08          | 34        | 11        | 3     | 3     | 2          | 1          | 13        | 6         |        |        | 52    | 21    |
| Ливерпуль            | 2008/09          | 31        | 16        | 3     | 1     | 0          | 0          | 10        | 7         |        |        | 44    | 24    |
| Ливерпуль            | 2009/10          | 33        | 9         | 2     | 1     | 1          | 0          | 13        | 2         |        |        | 49    | 12    |
| Ливерпуль            | 2010/11          | 21        | 4         | 1     | 0     | 0          | 0          | 2         | 4         |        |        | 24    | 8     |
| Ливерпуль            | 2011/12          | 18        | 5         | 6     | 2     | 4          | 2          |           |           |        |        | 28    | 9     |
| Ливерпуль            | 2012/13          | 36        | 9         | 1     | 0     | 1          | 0          | 8         | 1         |        |        | 46    | 10    |
| Ливерпуль            | 2013/14          | 34        | 13        | 3     | 1     | 2          | 0          |           |           |        |        | 39    | 14    |
| Ливерпуль            | 2014/15          | 29        | 9         | 3     | 2     | 3          | 0          | 6         | 2         |        |        | 41    | 13    |
| Ливерпуль            | Итого            | 504       | 120       | 42    | 15    | 30         | 9          | 130       | 41        | 4      | 1      | 710   | 186   |
| Лос-Анджелес Гэлакси | 2015             | 14        | 2         | 0     | 0     | 0          | 0          | -         | -         | 0      | 0      | 14    | 2     |
| Лос-Анджелес Гэлакси | 2016             | 22        | 3         | 0     | 0     | 0          | 0          | -         | -         | 2      | 0      | 24    | 3     |
| Лос-Анджелес Гэлакси | Итого            | 36        | 5         | 0     | 0     | 0          | 0          | 0         | 0         | 2      | 0      | 38    | 5     |
| Всего за карьеру     | Всего за карьеру | 540       | 125       | 42    | 15    | 30         | 9          | 130       | 41        | 6      | 1      | 748   | 191   |

## Тренерская статистика
| Команда     | Начало работы  | Окончание работы | Результаты | Результаты | Результаты | Результаты | Результаты |
| Команда     | Начало работы  | Окончание работы | И          | В          | Н          | П          | % побед    |
| ----------- | -------------- | ---------------- | ---------- | ---------- | ---------- | ---------- | ---------- |
| Рейнджерс   | 1 июня 2018    | 11 ноября 2021   | 192        | 124        | 41         | 27         | 064,58     |
| Астон Вилла | 11 ноября 2021 | 20 октября 2022  | 40         | 13         | 8          | 19         | 032,50     |
| Аль-Иттифак | 3 июля 2023    | 30 января 2025   | 55         | 22         | 13         | 20         | 040,00     |
| Всего       | Всего          | Всего            | 287        | 159        | 62         | 66         | 055,40     |

## Игровые достижения

### Командные
«Ливерпуль»
- Обладатель Кубка Англии (2): 2000/01, 2005/06
- Обладатель Кубка Лиги (3): 2000/01, 2002/03, 2011/12
- Обладатель Суперкубка Англии (2): 2001, 2006
- Победитель Лиги чемпионов УЕФА: 2004/05
- Обладатель Кубка УЕФА: 2000/01
- Обладатель Суперкубка УЕФА (2): 2001, 2005
- Всего за карьеру: 11 трофеев

### Личные награды
- Молодой игрок года по версии ПФА: 2001
- Лучший ассистент АПЛ: 2008/09, 2013/14
- Игрок года по версии футболистов ПФА: 2006
- Игрок года по версии болельщиков ПФА (2): 2001, 2009
- Футболист года по версии Ассоциации футбольных журналистов: 2009
- Игрок года по версии ФА (2): 2007, 2012
- Игрок месяца английской Премьер-лиги (6): март 2001, март 2003, декабрь 2004, апрель 2006, март 2009, март 2014
- Клубный футболист года по версии УЕФА: 2005
- Игрок матча в финале Лиги чемпионов УЕФА: 2005
- Игрок матча в финале Кубка Англии: 2006
- Третий игрок Европы по версии France Football: 2005
- Лучший бомбардир «Ливерпуля» в сезоне (4): 2004/05, 2005/06, 2008/09, 2014/15
- Символическая сборная чемпионата Европы по версии УЕФА: 2012
- Команда года по версии УЕФА (3): 2005, 2006, 2007
- Символическая сборная мира по версии FIFPro (3): 2007, 2008, 2009
- Команда года по версии ПФА (8): 2001, 2004, 2005, 2006, 2007, 2008, 2009, 2014
- Команда года по версии European Sports Media: 2008/09
- «Серебряный мяч» Клубного чемпионата мира: 2005
- Награда ПФА за заслуги перед футболом: 2015
- Включён в Зал славы английского футбола: 2017[51]
- Самый известный футболист по версии IFFHS: 2006
- Включён в Зал славы английской Премьер-лиги: 2021[52]

### Рекорды
- Наибольшее количество матчей в качестве капитана «Ливерпуля»: 472[53]
- Наибольшее число голов за «Ливерпуль» в Лиге чемпионов УЕФА: 30[54]

## Тренерские достижения

### Командные достижения
«Рейнджерс»
- Чемпион Шотландии: 2020/21

### Личные награды
- Тренер месяца в шотландской Премьер-лиге (3): апрель 2019[55], сентябрь 2019[56], декабрь 2019[57]

## Проблемы с законом
Капитан «Ливерпуля» Стивен Джеррард был арестован ночью 29 декабря 2008 года после драки, произошедшей в одном из баров Саутпорта. Полиция задержала футболиста и ещё пять человек по подозрению в нанесении телесных повреждений ещё одному посетителю бара, попавшему в больницу с ранами лица.
Суд признал Джеррарда невиновным в организации драки. Действия футболиста были признаны самообороной.

## Фильмография
- Will (2011). Сюжет фильма, главным героем которого является 11-летний болельщик «Ливерпуля», построен вокруг триумфа «красных» в Лиге чемпионов в 2005 году[60][61].
- This is Anfield (2016)[62]
- Steven Gerrard — Legend of Anfield (2016)[63]
- Заставь нас мечтать (2018)

## Награды и почётные звания
- Кавалер ордена британской империи (29 октября 2006)[64]
- Член ордена Британской империи: 2007
- Почётный гражданин города Ноусли (13 декабря 2006)[65]